# Capelle-lès-Hesdin
Capelle-lès-Hesdin (Aussprache [kaˈpɛl lɛz‿eˈdɛ̃]) ist eine französische Gemeinde mit 491 Einwohnern (Stand: 1. Januar 2022) im Département Pas-de-Calais in der Region Hauts-de-France (vor 2016: Nord-Pas-de-Calais). Sie gehört zum Arrondissement Montreuil und zum Gemeindeverband Les 7 Vallées. Die Einwohner werden Capellois und Capelloises genannt.

## Lage
Die Gemeinde Capelle-lès-Hesdin liegt im Artois auf einem Plateau zwischen den Flüssen Canche und Authie, 30 Kilometer ostsüdöstlich der Küstenstadt Berck. Durch den Nordwesten der Gemeinde führt die autobahnartig ausgebaute Fernstraße D 939 von Montreuil-sur-Mer nach Arras  Nachbargemeinden von Capelle-lès-Hesdin sind Marconnelle im Norden, Hesdin-la-Forêt im Nordosten, Mouriez im Westen, Brévillers im Osten sowie Guigny im Süden Bouin-Plumoison im Nordwesten.

## Bevölkerungsentwicklung
| Jahr                       | 1962 | 1968 | 1975 | 1982 | 1990 | 1999 | 2006 | 2013 | 2022 |
| Einwohner                  | 300  | 307  | 317  | 339  | 367  | 407  | 444  | 443  | 491  |
| Quellen: Cassini und INSEE |      |      |      |      |      |      |      |      |      |

## Sehenswürdigkeiten
- Kirche Notre-Dame
- Calvaire

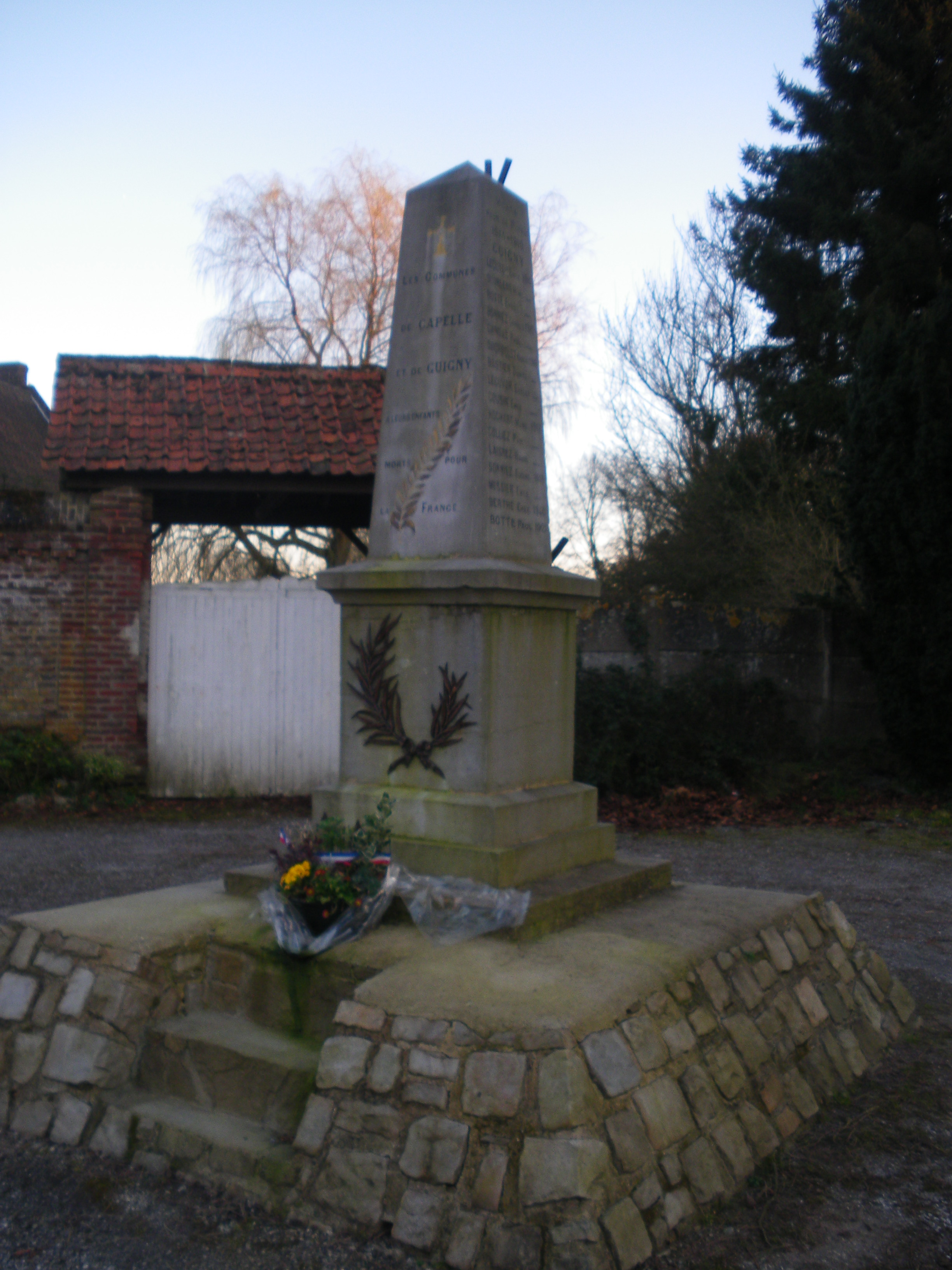
Gefallenendenkmal